# Hermantown
Hermantown är en stad belägen i Saint Louis County i  Minnesota i USA. Vid 2010 års folkräkning hade Hermantown 9 414 invånare. Av stadens 9 400 invånare är 13,4 % av svenskt ursprung. Staden är en förort till Duluth och är den enda staden i hela countyt som upplevt stora befolkningsökningar.  I staden byggdes många nya hus under den stora depressionen för att flytta fattiga människor ut från trånga och fattiga områden i storstäderna till nya bostäder i mindre samhällen som till exempel Hermantown.